# Бјерн
Бјерн (фр. Bierne) насеље је и општина у североисточној Француској у региону Север-Па д Кале, у департману Север која припада префектури Денкерк.
По подацима из 2011. године у општини је живело 1.674 становника, а густина насељености је износила 151,63 становника/km². Општина се простире на површини од 11,04 km². Налази се на средњој надморској висини од 2 метра (максималној 11 m, а минималној 0 m).

## Демографија
| 1962. | 1968. | 1975. | 1982. | 1990. | 1999. | 2011. |
| ----- | ----- | ----- | ----- | ----- | ----- | ----- |
| 649   | 676   | 663   | 1.041 | 1.621 | 1.732 | 1.674 |